# Aegialomys galapagoensis
Aegialomys galapagoensis este o specie de rozătoare endemică în Insulele Galápagos.

## Descriere
Este o rozătoare de dimensiuni medii, cu o lungime a capului și a corpului de 20–35 cm, și cu a cozii de 14–17 cm. Are o blană foarte lungă, moale și deasă, care are porțiuni de culoare arămie-maro deasupra și gălbuie-cenușie dedesubt. Urechile sunt lungi și acoperite cu păr des, iar picioarele au pernițe mari pe tălpi, cu gheare de până la 2,5 mm în lungime, sugerând că are puțină capacitate de alpinism, dacă este și are.

## Răspândire și habitat
Aegialomys galapagoensis este endemică în estul Insulele Galápagos. Astăzi, se găsește doar pe Insula Santa Fé, și posibil și pe Insula Santiago. O populație separată a existat anterior pe Insula San Cristóbal și se consideră că reprezintă o subspecie separată, dar se crede că a dispărut acum multe decenii. Habitatul său natural este alcătuit din zone arbustive tropicale sau subtropicale.

## Biologie și comportament
Aceste rozătoare sunt în principal nocturne, dar uneori poate fi active înainte de apusul soarelui, petrecându-și ziua odihnindu-se în crăpături sub blocuri de lavă sau sub arbuști. Sunt omnivore, hrănindu-se cu vegetație și insecte. La fel ca multe dintre animalele din Galápagos, sund blânde și nu le este frică de oameni. Oamenii de știință care lucrează pe Insula Santa Fe și pe Insula Fernandina au raportat că este necesar să păstreze corturile deschise pentru a împiedica aceste rozătoare să mestece în timpul nopții. De asemenea, sunt văzute în mod obișnuit pe plaje, unde sunt atrase de rămășițele de pești lăsate în urmă de activitatea umană.
Reproducerea pare să aibă loc în principal în sezonul cald, puii fiind născuți între martie și mai, dar pot avea loc în alte perioade ale anului, probabil în funcție de disponibilitatea resurselor de harnă. Sunt născute rânduri de pui ce constă în 2–7 pui orbi și fără blană, ce își deschid ochii si își dezvoltă blana matură pâna în a treisprezecea zi după naștere. Durata maximă de viață în sălbăticie a fost înregistrată la 599 de zile.

## Taxonomie
Specia Aegialomys galapagoensis a fost plasată anterior în genul Oryzomys ca Oryzomys galapagoensis. Subspecia A. g. bauri din Insula Santa Fe este uneori considerată ca reprezentând o specie întreagă. A. g. galapagoensis a fost găsită anterior pe insula San Cristóbal, unde Charles Darwin a capturat mai multe exemplare vii în cea de-a doua călătorie a vasului HMS Beagle în anul 1855. Cu toate acestea, se crede că a dispărut la doar câteva decenii după vizita lui Darwin, iar următoarele exemplare colectate au fost rămășițe sub-fosile găsite în tuburi de lavă de David Steadman⁠(d) și colegii săi în anul în 1984. Cea mai aînrudită specie cu aceasta este Aegialomys xanthaeolus⁠(d), singura altă specie din genul Aegialomys⁠(d), care se găsește la coastele Ecuadorului și în Peru.

## Stare de conservare
Uniunea Internațională pentru Conservarea Naturii a clasificat-o ca fiind o specie în stare vulnerabilă.